# Pergalumna bifissurata
Pergalumna bifissurata is een mijtensoort uit de familie van de Galumnidae. De wetenschappelijke naam van de soort is voor het eerst geldig gepubliceerd in 1972 door Hammer.